# 화차 (철도)
화차(貨車)는 화물 열차 수송에 관련된 모든 철도 차량을 의미한다. 단, 여객과 그에 수반되는 수화물을 적재하는 경우에는 화물 열차가 아닌 여객 열차로 분류하며, 경우에 따라서는 자체 동력이 없이 차량만을 가리키기도 한다. 하지만 소화물차와 마찬가지로, 도로 교통의 발달로 대체수단 자동차로 전환하면서 사라지는 셈이다.

## 구조
화차는 일반적으로 대차를 사용하며, 이러한 화차를 연접식 화차라고 한다. 이외에 구조상으로 대차가 없는 2축차, 보기 화차, 복식보기 화차 등이 있다. 초창기에는 기계적으로 간단한 2축차가 널리 사용되었으나, 이후 대용량화 및 고속화가 진행됨에 따라서 연접식 화차나 보기 화차가 대세를 이루고 있다. 한편, 차축 숫자가 적재량을 좌우하는 철도의 특성으로 인해서, 2축 이상의 보기를 4개 이상 설치한 복식보기 구조를 채택하여 중량 화물을 취급하는데 쓰기도 하나, 이는 매우 특별한 방식이다.

## 종류

### 조차(94****), (40****)

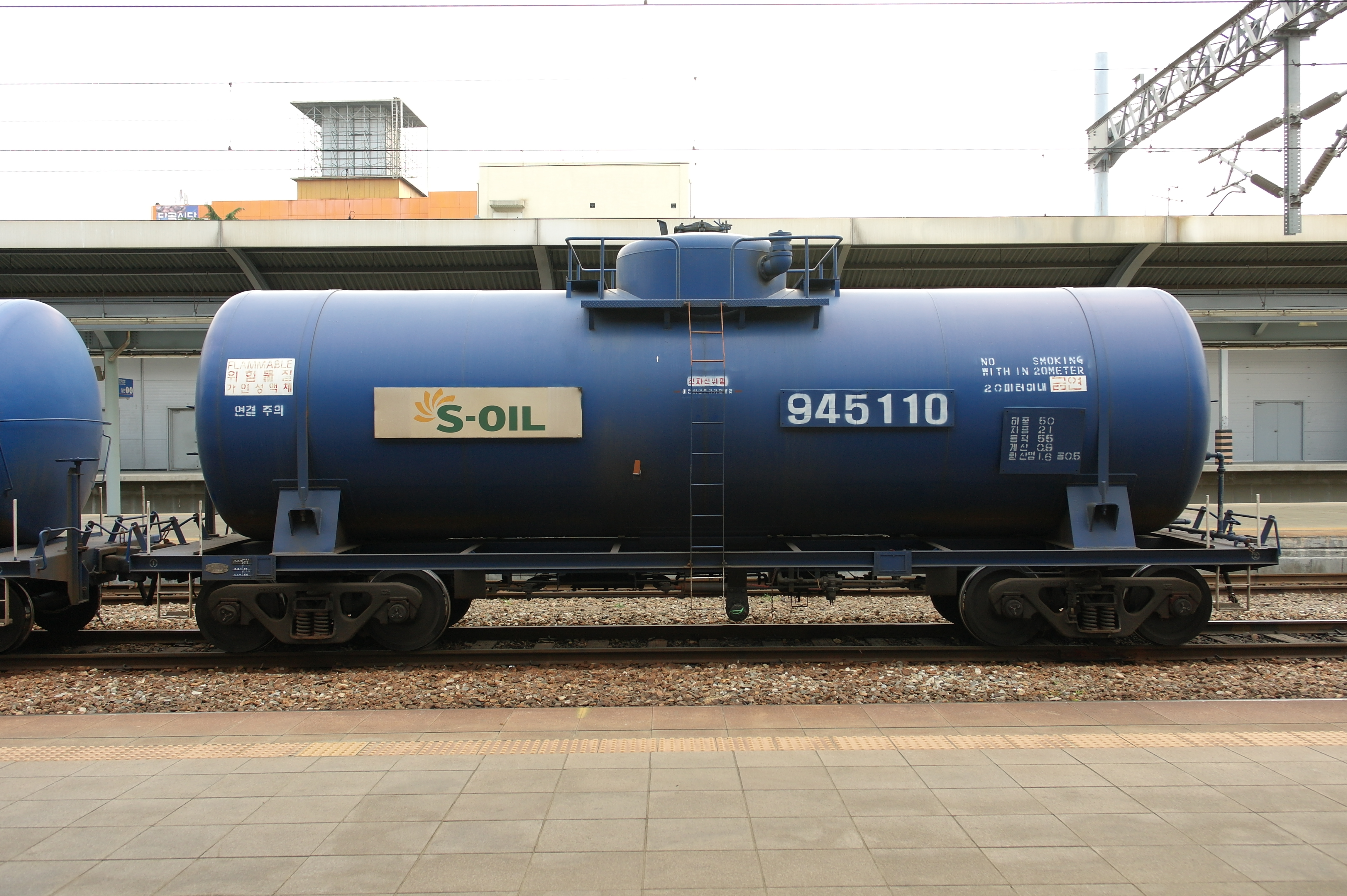
경질유조차

조차(槽車, Tank)는 밀폐구조로 적재실이 설계되어 액체나 분말류가 넘치거나, 누출되거나, 외부 이물질에 혼입되지 않도록 적재할 수 있는 화차를 말한다. 주로 액상이나 분말상의 화학약품, 각종 유류, 물 등의 액체나, 시멘트와 같은 분말을 별도 포장 없이(벌크) 수송할 때 사용한다. 조차로 수송하는 화물은 혼입될 경우 치명적이기 때문에, 대개 취급하는 화물에 따라 세부적으로 분류가 이루어진다. 다음은 국내에 존재하는 조차의 각 종류이다.
- 유조차
- 아스팔트조차
- 황산조차
- 염산조차
- 프로필렌조차
- 벌크시멘트조차 (49xxxx)(83xxxx)(84xxxx)

### 유개차

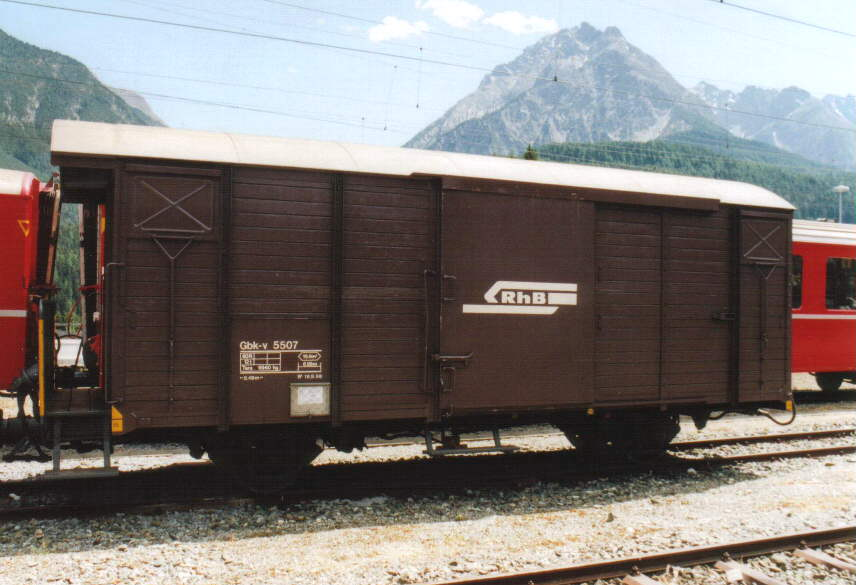
유개화차

유개차(有蓋車, Boxcar)는 박스형의 구조로 적재실이 설계되어 있고, 양 측면으로 문이 설치되어 있으며, 상부에 지붕이 있어 비에 젖지 않게 화물을 적재할 수 있는 화차를 말한다. 주로 포장되어 있는 시멘트, 종이류, 각종 공산품 등 비에 젖지 않아야 하며, 외부로부터 보호되어야 하는 잡화를 적재할 때 사용한다. 컨테이너 사용을 통해 역할을 대체할 수 있기 때문에 근래에는 사용의 폭이 비교적 좁아지고 있다.
- 일반 유개차
- 전개형 유개차
- 신형 전개형 유개차
- 곡물차

### 무개차

무개화차

무개차(無蓋車, Gondola)는 벽체와 바닥만 있어 위가 트여있는 화차를 말한다. 가장 고전적인 화차로 적재가 비교적 용이하고, 구조가 간단하여 광물이나 금속류, 목재, 고철같은 원자재, 기타 비에 젖어도 상관없는 잡화를 적재하는데 사용한다. 간혹 컨테이너를 적재하기도 한다.
- 일반 무개차
- 자갈차
- 호퍼차(또는 홉퍼차)

### 평판차

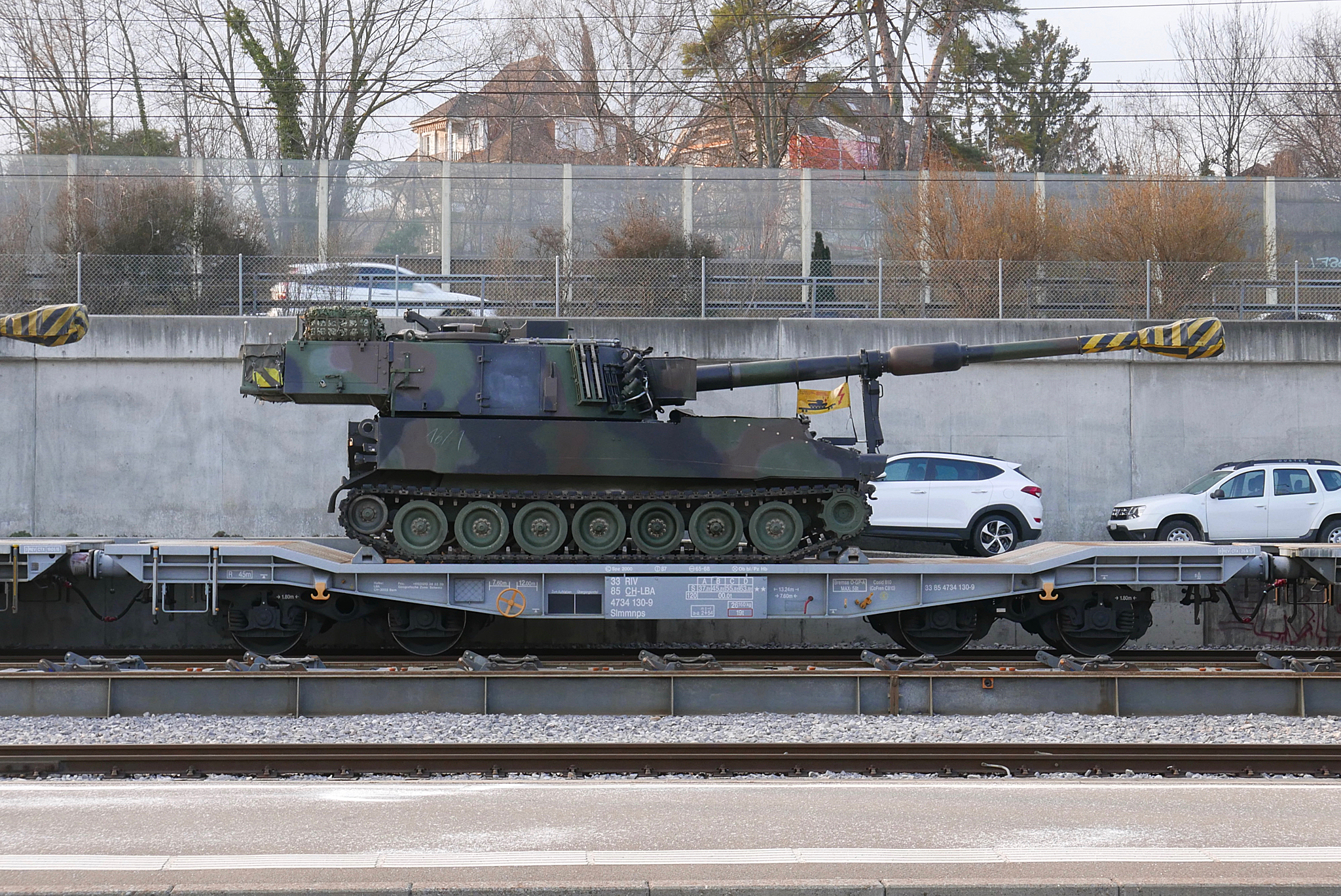
평판차

평판차(平板車, Flatcar) 또는 장물차(長物車)는 바닥판만 있는 화차를 말한다. 필요에 따라서 화물을 고정하기 위한 측면보나 돌기, 마운트, 로프 등의 체결구를 설치할 수 있는 구조가 많다. 목재나 레일, 강관과 같은 긴 화물, 철판 코일, 자동차 등 차량, 컨테이너, 혹은 변압기나 기계류와 같은 크기가 큰 화물(특대화물)을 적재하는데 사용한다.
- 일반평판차
- 열연코일차
- 냉연코일차
- 침목수송차
- 자동차 수송차
- 컨테이너 평판차
- 겸용 평판차
- 냉동 컨테이너용 평판차
- 곡형평판차

### 차장차(87***)
차장차(車掌車, Caboose)는 사람이 탑승할 수 있는 구조로 만들어진 차량이다. 화물을 적재하는 용도가 아니나 화물 열차에 편승해야 하는 차장이나 호송인을 태울 수 있게 하기 위해 화물 열차에 연결하는 차량을 말한다. 대개 공간이 많이 필요하지 않기 때문에, 소화물이나 유개차 등과 겸용으로 쓸 수 있도록 만드는 경우도 존재한다.

### 호퍼차
호퍼차는 자갈을 싣는 역할을 한다. 아래에 내용물을 쏟을수있는 배출구가 있어서 내용물을 꺼내기가 쉽다. 내용물을 아래로 쏟을 수 있어 철도 공사용 차량에 편성이 되어서 자갈을 새로 까는 역할을 한다.
- 차장전용차
- 소화물겸용차

## 사전적 정의
- 국어사전에서의 '화차'는 화물 열차의 줄임말로 표현된다.
- 전문용어로서의 '화차'는 1량을 단위로 하여 그 용도가 화물 수송과 관련된 것을 의미한다.

## 같이 보기
- 철도 차량
- 궤도차